# Ana Matronic
Ana Matronic, nome d'arte di Ana Lynch (Portland, 14 agosto 1974), è una cantante statunitense, membro del gruppo musicale Scissor Sisters.

## Biografia
Frequenta la scuola nella piccola città di Brush Prairie, nello stato di Washington.
Nel 2004, ha rivelato alla rivista inglese Glamour che i suoi genitori hanno divorziato quando era adolescente, poiché il padre rivelò di essere omosessuale. Egli morì poi per aver contratto l'AIDS, quando Ana aveva 15 anni.

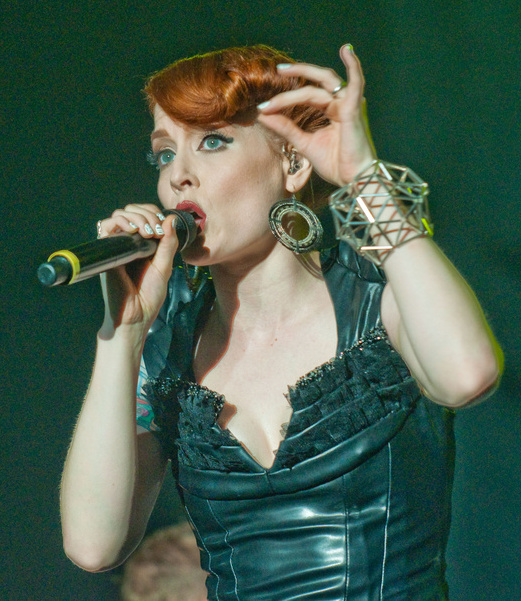
Ana Matronic in esibizione nel 2010

Prima di trasferirsi a New York, ha vissuto per un certo periodo a San Francisco. Qui ha lavorato al club Trannyshack, dove ha raggiunto la finale di Miss Trannyshack. Questa esperienza le fu di ispirazione per dedicarsi alla commedia, in particolare all'imitazione.
Dopo aver debuttato al Knockoff, un cabaret situato nel Lower East Side di Manhattan, entra a far parte del gruppo degli Scissor Sisters, fondato da Jake Shears e Babydaddy. Il suo nome d'arte, Ana Matronic, è un omaggio alla Donna Bionica, ispirato da un amore profondo e costante per i robot.

## Vita privata
Dal 2010 è sposata con Seth Kirby.

## Discografia

### Con gli Scissors Sisters
- 2004 – Scissor Sisters
- 2006 – Ta-Dah
- 2010 – Night Work
- 2012 – Magic Hour